# محمد عطیه (بازیکن فوتبال قطری)
محمد عطیه (انگلیسی: Mohammed Attiyah؛ زادهٔ ۵ مهٔ ۱۹۸۹) یک ورزشکار است.